# Sindelsberg (Schwarzach bei Nabburg)
Sindelsberg ist ein Ortsteil der Gemeinde Schwarzach bei Nabburg im Oberpfälzer Landkreis Schwandorf (Bayern).

## Geographische Lage
Sindelsberg liegt 350 Meter nördlich der Staatsstraße 2151, 3 Kilometer östlich der Bundesautobahn 93 und 4,5 Kilometer südwestlich von Schwarzach. 600 Meter südlich von Sindelsberg beginnt das 862 Hektar große Naturschutzgebiet Charlottenhofer Weihergebiet. Nordwestlich von Sindelsberg erheben sich der 451 Meter hohe Altreiser und der 394 Meter hohe Gieshübel. 1,4 Kilometer südwestlich von Sindelsberg liegt das Geotop-Nummer 376A023 Oberturon-Sandstein am Dachsberg.

## Geschichte
Im 14. Jahrhundert verlief die Grenze des Amtes Nabburg durch Sindelsberg.
Dietstätt gelangte im Jahr 1126 durch eine Schenkung des Wicnant de Wolfesbach in den Besitz des Klosters Ensdorf. Von Dietstätt ausgehend dehnte sich der Klosterbesitz auf mehrere Höfe und Güter der Umgebung aus. In einem Zinsbuch aus dem Jahr 1554 wurde in Sindelsberg ein Hof zum Kloster Ensdorf gehörig ausgewiesen.
Sindelsberg (auch: Synleßberg, Sindlsperg, Sündlsperg, Sinnersberg, Sinnesberg) wurde im Allgemeinen mit Dietstätt, mit dem es in Flurgemeinschaft stand, zusammen veranlagt.
Im Türkensteueranlagsbuch von 1606 waren für Sindelsberg 1 Hof, 1 Gut, 4 Ochsen, 6 Kühe, 7 Rinder, 4 Schweine und eine Steuer von 7 Gulden und 23 Kreuzer eingetragen. Im Herdstättenbuch von 1721 erschien Sindelsberg zusammen mit Dietstätt mit 4 Anwesen, 5 Häusern und 5 Feuerstätten. Im Herdstättenbuch von 1762 erschien Sindelsberg zusammen mit Dietstätt mit 4 Herdstätten, kein Inwohner, und einer Herdstätte im Hirtenhaus mit einem Inwohner.
1808 hatte Sindelsberg 2 Anwesen:
- Köpplhof, Inhaber Adam Köppl
- Moserhof, Inhaber Heinrich Stangl.[7]

1808 begann in Folge des Organischen Ediktes des Innenministers Maximilian von Montgelas in Bayern die Bildung von Gemeinden. Dabei wurde das Landgericht Nabburg zunächst in landgerichtische Obmannschaften geteilt. Sindelsberg kam zur Obmannschaft Wölsendorf. Zur Obmannschaft Wölsendorf gehörten: Wölsendorf, Altfalter, Weiding, Warnbach, Dietstätt, Sindelsberg, Richt, Auhof und Sattelhof.
1811 wurden in Bayern Steuerdistrikte gebildet. Dabei kam Sindelsberg zum Steuerdistrikt Weiding. Der Steuerdistrikt Weiding bestand aus dem Dorf Weiding, den Weilern Dietstätt und Sindelsberg, der Einöde Sattelhof und dem Privatholz Schelmricht. Er hatte 20 Häuser, 130 Seelen, 280 Morgen Äcker, 140 Morgen Wiesen, 70 Morgen Holz, 6 Weiher, 50 Morgen öde Gründe und Wege, 2 Pferde, 40 Ochsen, 50 Kühe, 60 Stück Jungvieh, 90 Schafe und 30 Schweine.
Schließlich wurde 1818 mit dem Zweiten Gemeindeedikt die übertriebene Zentralisierung weitgehend rückgängig gemacht und es wurden relativ selbständige Landgemeinden mit eigenem Vermögen gebildet, über das sie frei verfügen konnten. Hierbei kam Sindelsberg zur Ruralgemeinde Schwarzach. Die Gemeinde Schwarzach bestand aus den Ortschaften Schwarzach mit 22 Familien, Warnbach mit 10 Familien, Wölsendorf mit 19 Familien, Richt mit 7 Familien, Weiding mit 13 Familien, Dietstätt mit 9 Familien, Sindelsberg mit 3 Familien und Sattelhof mit 1 Familie. 1971 wurde die Gemeinde Weiding in die Gemeinde Altfalter eingegliedert. 1975 wurde die Gemeinde Altfalter in die Gemeinde Schwarzach bei Nabburg eingegliedert.
Bis 1830 gehörten Sindelsberg und Dietstätt zur Pfarrei Fuhrn. 1830 wurden Sindelsberg und Dietstätt nach Kemnath bei Fuhrn umgepfarrt. Dann gehörten sie bis 1997 zu Kemnath. 1997 gab es in Sindelsberg 8 Katholiken und in Dietstätt 21 Katholiken. 2013 wurde die Pfarreiengemeinschaft Kemnath/Fuhrn – Schwarzach/Altfalter – Unterauerbach im Dekanat Nabburg gegründet, zu der Sindelsberg nun gehört.

## Einwohnerentwicklung ab 1818
| Jahr | Einwohner  | Gebäude |
| ---- | ---------- | ------- |
| 1818 | 3 Familien | k. A.   |
| 1831 | 17         | 2       |
| 1838 | 12         | 2       |
| 1864 | 15         | 12      |
| 1871 | 11         | 6       |
| 1885 | 16         | 3       |
| 1900 | 11         | 1       |
| 1913 | 6          | 1       |

| Jahr | Einwohner | Gebäude |
| ---- | --------- | ------- |
| 1925 | 5         | 1       |
| 1950 | 10        | 1       |
| 1961 | 6         | 1       |
| 1964 | 6         | 1       |
| 1970 | 8         | k. A.   |
| 1987 | 6         | 1       |
| 2011 | 5         | k. A.   |